# 松井憲一
松井 憲一（まつい けんいち、1940年 - ）は、浄土真宗の僧。

## 略歴
三重県生まれ。1967年大谷大学大学院博士課程修了。大谷大学助手を経て、大谷大学非常勤講師。1963年から98年、真宗大谷派道専寺住職。98年より京都洛北で道光舎を主宰する。

## 著書
- 『親鸞教徒の仏跡参拝』白馬社 1990
- 『大人の相』白馬社 1991
- 『あるがまま』白馬社 1992
- 『願いに生きる』白馬社 1992
- 『道場を開く』白馬社 1993
- 『豊かに生きる』白馬社 1996
- 『歎異抄講話 上 聖人のつねのおおせ』法藏館 2001
- 『歎異抄講話 下　異義をなげく』法藏館 2001

### 監修
- 『真宗葬儀法要法話実践講座』正続　池田勇諦,渡邉晃純共監修 四季社 真宗叢書 1995-96
- 『真宗勤行聖典講座 簡訳 真宗大谷派準拠版』5-6 池田勇諦,神戸和麿,渡邉晃純共監修 四季社 2002
- 『真宗葬儀法要法話実践講座』3 池田勇諦,渡邉晃純共監修 四季社 真宗叢書 2003